# Laban och Labolina
Laban och Labolina är ett svenskt barnprogram från 1976 baserad på barnbokserien Lilla spöket Laban av Inger och Lasse Sandberg.

## Avsnitt
1. Lilla spöket Laban, sänd 9 mars 1976[3]
2. Laban och lillasyster Labolina, sänd 16 mars 1976[4]
3. Spökpappan blir sjuk, sänd 23 mars 1976[5]
4. Var är Labolinas docka?, sänd 30 mars 1976[6]
5. Bokstavsjakten, sänd 6 april 1976[7]

## Medverkande
- Ulla Sjöblom – berättare
- Bert-Åke Varg – röst
- Johan Ording – röst
- Maria Franchell – röst
- Katarina Nyman – röst[8]
- Ninni Löfberg – röst[9]